# ماوريسيو ألفيس
ماوريسيو ألفيس (بالبرتغالية: Maurício Alves‏) هو لاعب كرة قدم برازيلي في مركز الهجوم، ولد في 2 يناير 1990 في Montanha, Espírito Santo ‏ في البرازيل، وتوفي في 12 أبريل 2014 في بولوني سور مير في فرنسا بسبب حادث مرور. لعب مع نادي أفاي لكرة القدم ونادي بولون ونادي فلومينينسي ونادي فياريال ب ونادي فياريال.

## وصلات خارجية
- ماوريسيو ألفيس على موقع قاعدة بيانات كرة القدم.إي يو (الإنجليزية)
- ماوريسيو ألفيس على موقع Soccerway.com (الإنجليزية)